# Oberlandesgericht Colmar
Das Oberlandesgericht Colmar (OLG Colmar) war als Oberlandesgericht 1871 bis 1918 das höchste Gericht im Reichsland Elsaß-Lothringen mit Sitz in Colmar.

## Geschichte

### Im Kaiserreich
Nach dem Deutsch-Französischen Krieg 1870/71 wurde das Gebiet mit dem Frieden von Frankfurt dem neu gegründeten deutschen Kaiserreich angegliedert. Der völkerrechtliche Gebietsübergang erfolgte bereits am 2. März 1871, dem Tag des Inkrafttretens des Versailler Vorfriedens; zu einem integralen Bestandteil des Reichsgebietes im staatsrechtlichen Sinne wurde Elsaß-Lothringen erst am 28. Juni 1871 mit dem Inkrafttreten des Reichsgesetzes vom 9. Juni 1871 über die Vereinigung von Elsass und Bezirk Lothringen mit dem Deutschen Reich.
Als oberstes Gericht des neuen Reichslandes Elsaß-Lothringen wurde 1871 das kaiserliche Oberappellationsgericht Colmar eingerichtet.
Die Gerichtssprache war aufgrund des Gesetzes vom 14. Juni 1871 deutsch. Da das Reichsland zwar weitaus überwiegend deutschsprachig war, es aber eine starke französischsprachige Minderheit gab, wurde mit Verordnung vom 17. Dezember 1874 für eine Reihe von französischsprachigen Gemeinden die Gerichtssprache abweichend mit französisch festgelegt.
Mit dem Deutschen Gerichtsverfassungsgesetz von 1877 wurde erstmals eine reichsweit einheitliche Gerichtsorganisation geschaffen. Das Oberappellationsgericht Colmar wurde in das Oberlandesgericht Colmar umgewandelt. Der Gerichtsbezirk hatte eine Fläche von rund 14.510 km2 mit einer Einwohnerzahl im Jahr 1890 von 1.603.506.
Aufgrund der Verfassung von 1911 wurde der Präsident des Oberlandesgerichtes Colmar ab 1911 qua Verfassung Mitglied der ersten Kammer des Landtags des Reichslandes Elsaß-Lothringen.
Mit der Niederlage Deutschlands im Ersten Weltkrieg wurde Elsaß-Lothringen wieder durch Frankreich annektiert. Das Oberlandesgericht wurde aufgelöst und der Cour d’appel de Colmar folgte ihm nach. Dessen Kompetenzen beschränkten sich räumlich jedoch auf das Département Bas-Rhin und das Département Haut-Rhin also das Elsass. Die Aufgaben für den ehemaligen Lothringen wurden vom Cour d’appel de Metz übernommen. Für die unterschiedlichen Aufgaben eines deutschen OLG und eines französischen Cour d’appel siehe Gerichtsorganisation in Frankreich.
Zu dem OLG-Bezirk gehörten die Landgerichtsbezirke des
- Landgericht Colmar
- Landgericht Metz
- Landgericht Mülhausen
- Landgericht Saargemünd
- Landgericht Straßburg und
- Landgericht Zabern.

1909 bestanden am OLG Colmar drei Senate. Neben dem Präsidenten des Gerichtes und den drei Senatspräsidenten wirkten 21 Richter, drei Staatsanwälte und 28 Gerichtsbeamte am Gericht. 13 Rechtsanwälte hatten die Zulassung zum OLG Colmar. Das Gericht war kontinuierlich gewachsen. 1872 waren es erst 19 Gerichtsbeamte gewesen, 1892 schon 22. Im Jahr 1909 umfasste der OLG-Bezirk 79 Amtsgerichte.

### Deutsche Besetzung während des Zweiten Weltkrieges
Nach dem Sieg Deutschlands gegen Frankreich im Westfeldzug des Zweiten Weltkriegs wurden große Teile Frankreichs von deutschen Truppen besetzt. Im Sommer 1940 wurde eine deutsche Zivilverwaltung für das Elsass unter CdZ Robert Wagner eingerichtet, wobei bei der Gerichtsstruktur im Wesentlichen auf die Strukturen von 1918 zurückgegriffen wurde. So wurde im Herbst 1940 das Oberlandesgericht Kolmar (Schreibung mit K) wieder errichtet. Es war für die Teile des Gaus Baden-Elsass zuständig, die zum Elsass gehörten. In Metz wurde ein Oberlandesgerichtlicher Senat eingeführt, der für das CdZ-Gebiet Lothringen zuständig war.
Eine Besonderheit der rechtlichen Situation bestand darin, dass das Oberlandesgericht Kolmar nicht dem Reichsgericht untergeordnet wurde: In Zivilsachen waren entsprechende Rechtsmittel ausgeschlossen, in Strafsachen trat an die Stelle des Reichsgerichts das Oberlandesgericht. Mit der Rückeroberung der betreffenden Gebiete Ende 1944 wurde die französische Jurisdiktion wieder hergestellt.

## Gebäude

Hugo Molitor, 1911

Das repräsentative Gerichtsgebäude in Colmar mit Adresse 9 avenue Raymond-Poincaré (ehemals Hohlandsbergwall) wurde 1902 bis 1906 nach Plänen der Architekten Richard Kuder und Joseph Müller erbaut und steht heute als Monument historique unter Denkmalschutz. Bemerkenswert ist die monumentale Treppe in der Eingangshalle.

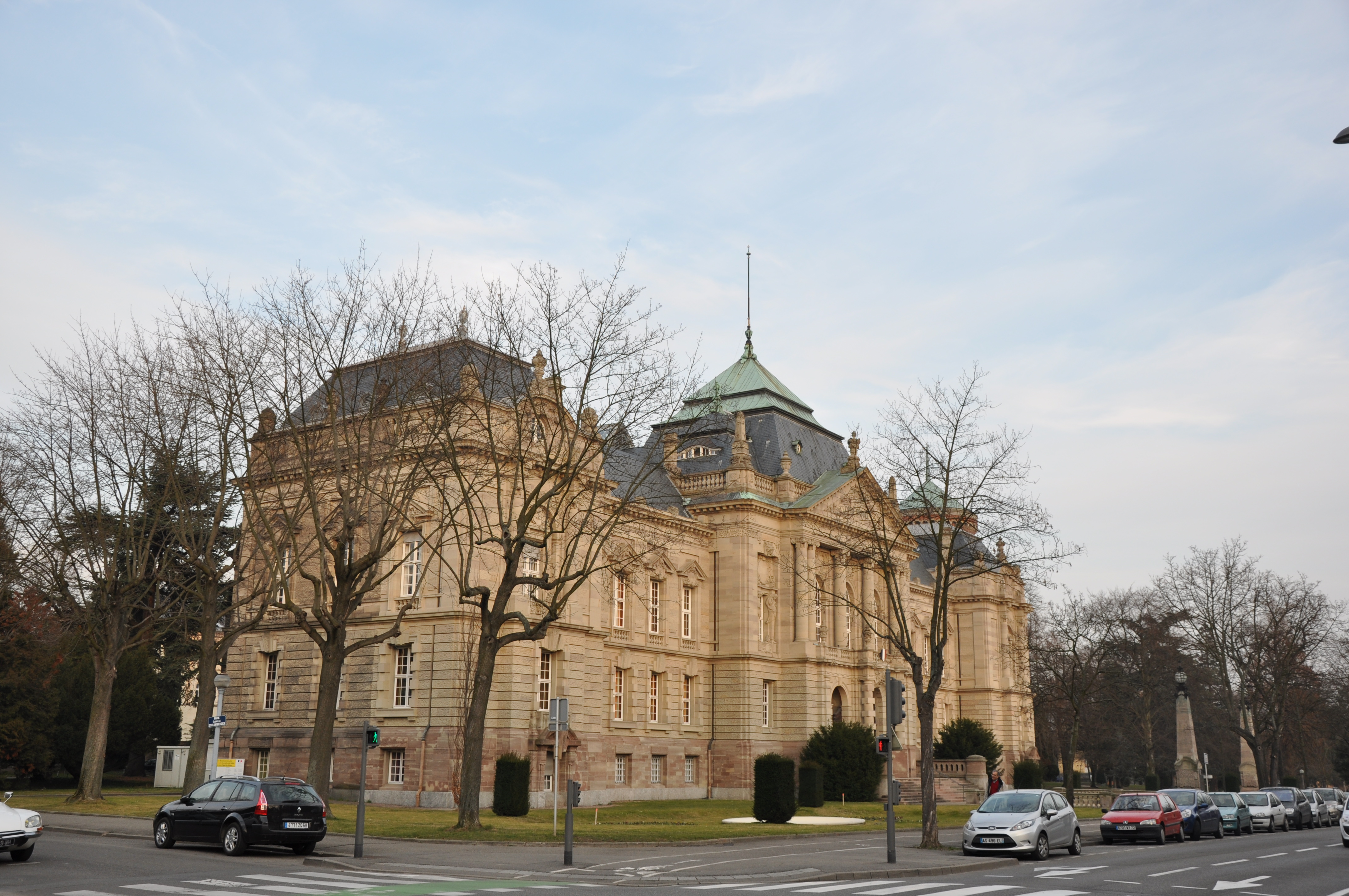
Das Gerichtsgebäude
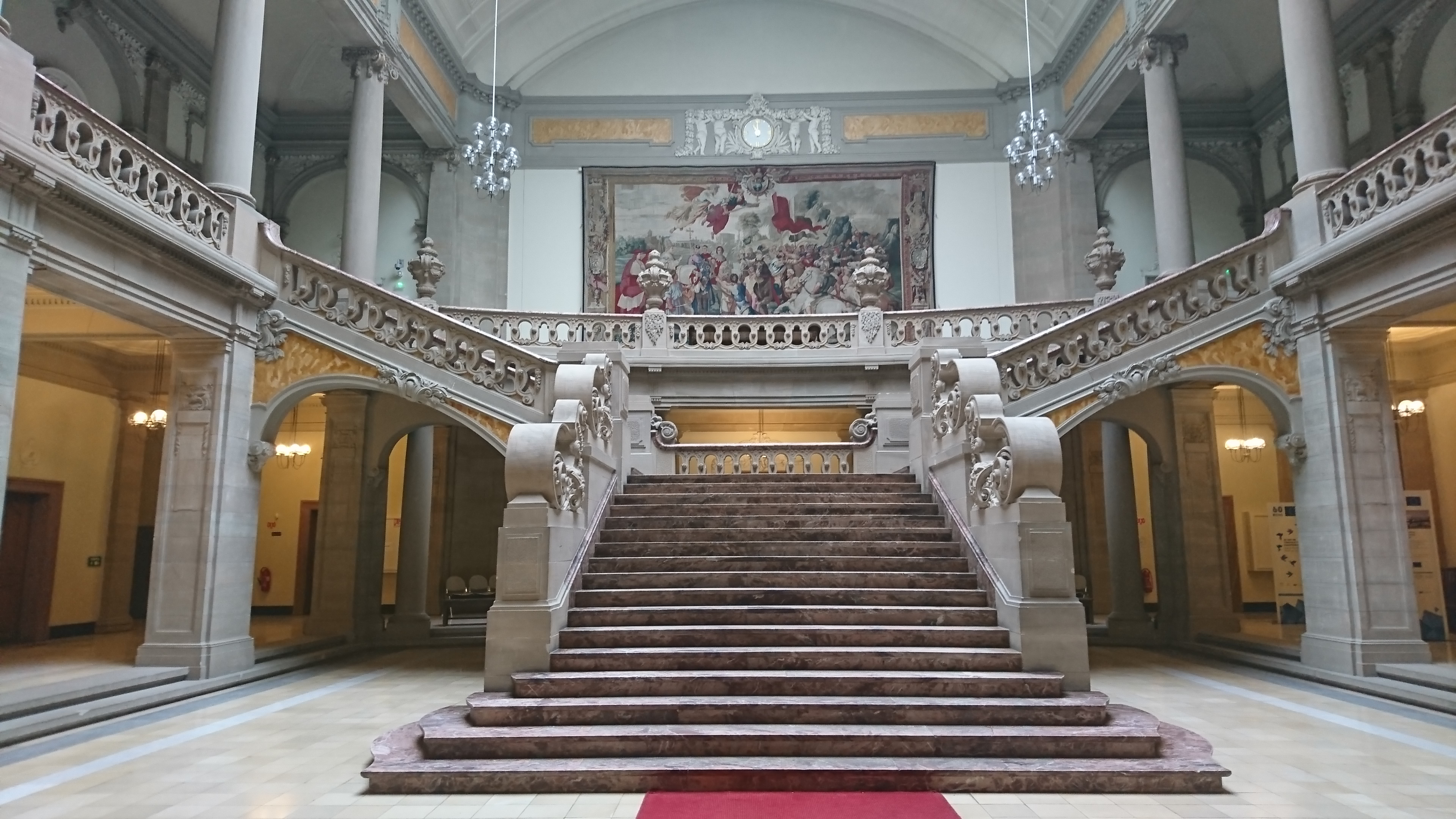
Das Treppenhaus

## Persönlichkeiten

### Präsidenten
- 1872–1875: Wilhelm Ludwig Leuthaus
- 1876–1888: Friedrich Wilhelm Bleibtreu
- 1889–1898: Otto von Vacano (1827–1897)
- 1899–1911: Eduard Rassiga (1841-1916)[9]
- 1913–1918: Hugo Molitor (1856–1921)

### Senatspräsidenten
- 1871–1876: Friedrich Wilhelm Bleibtreu
- 1879–0000: Julius Petersen (1835–1909)

### Richter
- 1905–1910 Wilhelm Büsing